# Hogna ruricolaris
Hogna ruricolaris este o specie de păianjeni din genul Hogna, familia Lycosidae. A fost descrisă pentru prima dată de Simon, 1910.
Este endemică în Botswana. Conform Catalogue of Life specia Hogna ruricolaris nu are subspecii cunoscute.